# 시트 스핀

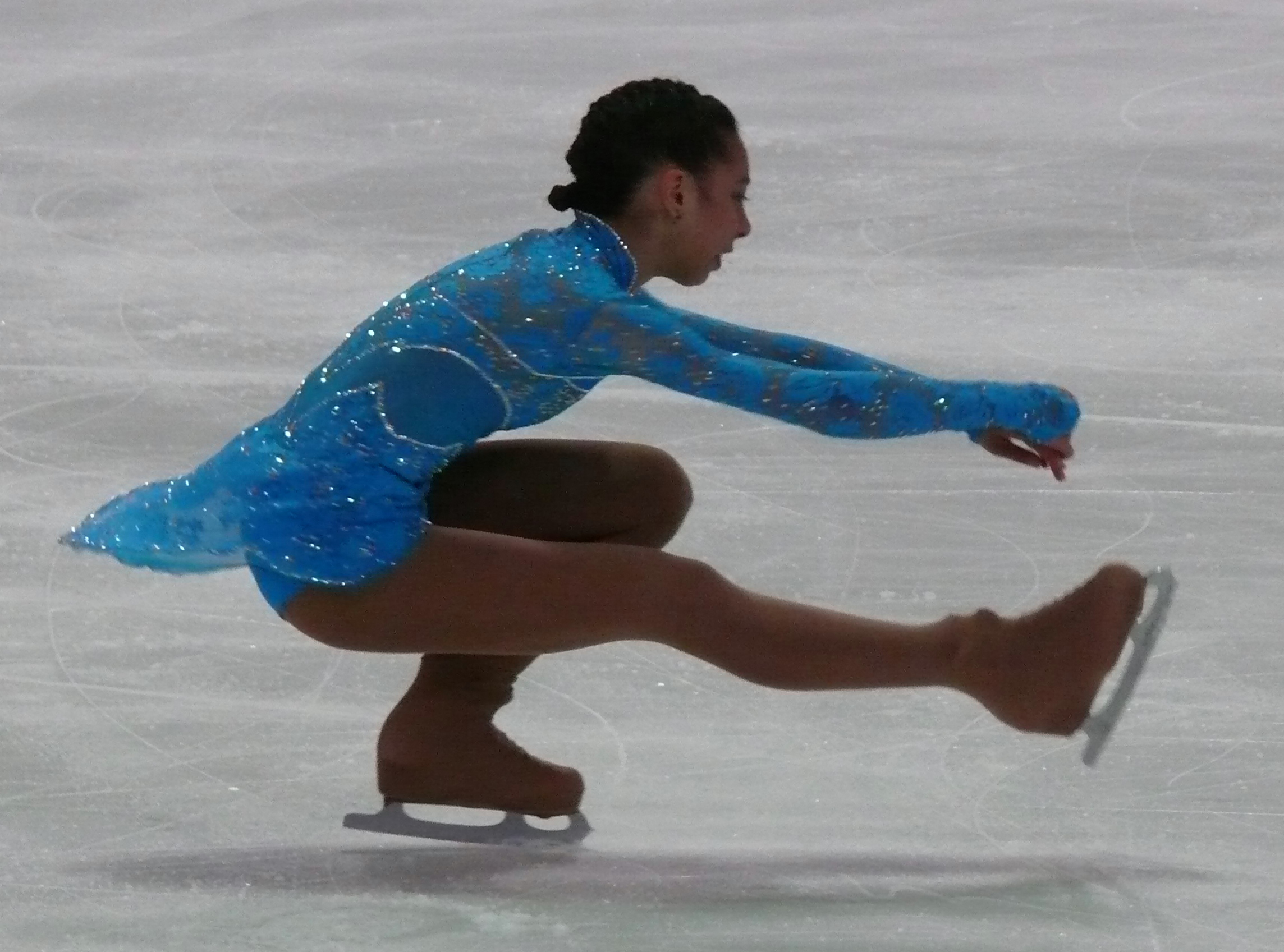

시트 스핀은 3가지 기본적인 피겨 스케이팅 스핀 위치중 하나이다.이것은 허벅지 스케이팅 종아리 사이에서 90° 미만의 각도를 형성한다. 이 스핀은 점프를 통해 입력될때, 비행하는 시트 스핀이라고 한다.

## 역사
시트 스핀은 처음에 잭슨 헤인스가 실시했으며 그것은 때로는 잭슨 헤인스 스핀으로 알려져 있다.

## 유형
기본적인 시트 스핀에 많은 유형이 있다.
- 스핀의 특성은 변함이 없지만 이것은 높은 수준의 스핀으로 여겨진다.